# San Rafael, Iloilo

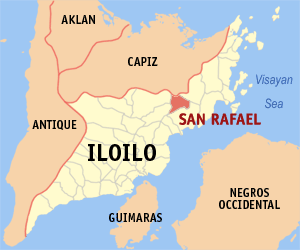
Bản đồ Iloilo với vị trí của San Rafael

San Rafael là một đô thị hạng 5 ở tỉnh Iloilo, Philippines. Theo điều tra dân số năm 2000 của Philipin, đô thị này có dân số 12.847 người trong 2.450 hộ.

## Các đơn vị hành chính
San Rafael được chia ra 9 barangay.
- Aripdip
- Bagacay
- Calaigang
- Ilongbukid
- Poscolon
- San Andres
- San Dionisio
- San Florentino
- Poblacion